# Fissidens karataviensis
Fissidens karataviensis är en bladmossart som beskrevs av Samsel 1953. Fissidens karataviensis ingår i släktet fickmossor, och familjen Fissidentaceae. Inga underarter finns listade i Catalogue of Life.